# جون توري
جون توري (بالإنجليزية: John Torrey)‏ (15 أغسطس 1796 - 10 مارس 1873) هو عالم نبات وكيميائي وطبيب أمريكي. كان توري مدرس كيمياء أغلب الأوقات خلال مسيرته المهنية، في جامعات متعددة، مع مواصلة عمله على النباتات في نفس الوقت. ركّز عمل الدكتور توري في النباتات على الحياة النباتية لأمريكا الشمالية. ومن ضمن أشهر أعماله دراسات عن الحياة النباتية لنيويورك، والحدود المكسيكية، ودراسات سكك حديد المحيط الهادئ، وكذلك عمله غير المكتمل بعنوان الحياة النباتية لأمريكا الشمالية.

## سيرته الذاتية
وُلد توري في مدينة نيويورك، كان الطفل الثاني لوالده النقيب وليام ووالدته مارغريت (ني نيكولز) توري. أظهر توري ولعًا بالميكانيكا، وخطط في إحدى المرات أن يصبح ميكانيكيًا، ولكن عندما كان عمر توري 15 أو 16 سنة، عُين والده في سجن الولاية في قرية غريينويتش، نيويورك، حيث تدرب هناك على يد آموس إيتون، ثم سجينًا ولاحقًا رائدًا في دراسات التاريخ الطبيعي في أمريكا. وتعلَّم هكذا عناصر علم النبات، وكذلك بعضًا من علم المعادن والكيمياء. وبدأ عام 1815 بدراسة الطب مع رايت لوست، وحصل على الشهادة عام 1818. افتتح مكتبًا في مدينة نيويورك، وانخرط في ممارسة الطب، مع تكريس وقت فراغه لعلم النبات وغايات علمية أخرى في نفس الوقت.
أصبح واحدًا من مؤسسي قاعة محاضرات نيويورك للتاريخ الطبيعي عام 1817 (تُعرف الآن باسم أكاديمية نيويورك للعلوم)، وكان أحد أول مساهماته لهذه المؤسسة هو كتاب كتالوج للنباتات التي تنمو تلقائيا في مسافة ثلاثين ميلًا من مدينة نيويورك (ألباني، 1819). أكسبه نشره اعترافًا به بين علماء النبات المحليين والأجانب. نشر عام 1824 مُجلده الوحيد من الحياة النباتية للولايات الوسطى والشمالية. واستخدم هذا نظام جون ليندلي لتصنيف الحياة النباتية، وهي طريقة للتصنيف لم تكن مستخدمة بشكل شائع في الولايات المتحدة.
وجد مهنة الطب غير مناسبة، ودخل للجيش الأمريكي في 5 أغسطس، 1824 كمساعد طبيب جراح وأصبح أستاذًا بالوكالة للكيمياء والجيولوجيا في أكاديمية ويست بوينت العسكرية. وأًصبح بعد ذلك بثلاث سنوات أستاذًا في الكيمياء وعلم النبات في كلية الأطباء والجرّاحين في جامعة كولومبيا، نيويورك (الكلية الطبية في جامعة كولومبيا)، حيث بقي هناك إلى عام 1855 حين أصبح أستاذًا فخريًا. وكان أيضًا أستاذ كيمياء في برينستون بين عامي 1830 و1854، وفي الكيمياء، علم المعادن، وعلم النبات في جامعة مدينة نيويورك لعامي 1832 و1833. واستفال من منصبه في الجيش في 31 أغسطس، 1828.
عُين كعالم نبات عام 1836 لولاية نيويورك وأنجز الحياة النباتية للولاية عام 1843؛ واستمر بنشر الأجزاء الأولى من كتاب الحياة النباتية لأمريكا الشمالية بين عامي 1838 و1843، بمساعدة تلميذته آسا غراي. وشغل منصب رئيس فاحصي العادن منذ عام 1853 لمكتب الولايات المتحدة للفحص المعادن في مدينة نيويورك عندما أُسس، ولكنه استمر في اهتمامه في تدريس علم النبات حتى وفاته. كان يُستشار بشكل متكرر من قبل وزارة المالية بشأن أمور متعلقة بسك النقود والعملة، وأُرسل في مهمات خاصة في أوقات متنوعة لزيارة مصانع سك نقود مختلفة. واختير كزميل مساعد للأكاديمية الأمريكية للفنون والعلوم عام 1856.
أُختير توري عام 1856 كوصي لكلية كولومبيا، وكان قد مثَّل الكلية بأعشابه عام 1860، بعدد عينات تجاوز الـ 50,000 عينة، وأصبح استاذًا فخريًا في الكيمياء وعلم النبات. واختير كواحد من الأوصياء عند اندماج كلية الأطباء والجرّاحين مع كولومبيا عام 1860. وبحثت شركات متنوعة عن استشارته بشكل متكرر حول مواضيع علمية.
كان أول رئيس لنادي توري لعلم النبات عام 1873. مع كونه العضو المؤسس الأخير الباقي لقاعة محاضرات التاريخ الطبيعي، التي شغل منصب نائب الرئيس فيها لسبعة سنوات، ومنصب الرئيس بين الأعوام 1842 إلى 1826 و1838، وشغل نفس المنصب في الرابطة الأمريكية لتقدم العلوم عام 1855، وكان أحد الأعضاء الأصليين للأكاديمية الوطنية للعلوم للولايات المتحدة، وأتى هذا الاسم من قانون لكونغرس الولايات المتحدة عام 1863. منحت له جامعة ييل درجة ماجستير الآداب عام 1823، والدكتوراه في القانون من قبل كلية أمهرست عام 1845.
توفي توري في منزله في مدينة نيويورم في 10 مارس، 1873؛ ودُفن في أرض للعائلة في مقبرة لونغ هيل، ستيرلينغ، بولاية نيو جيرسي.

### حياته الشخصية
تزوج توري من إليزا شاو في 20 إبريل، 1824؛ كان لديهم ثلاث بنات وولد واحد، الذي أصبح فاحص معادن للولايات المتحدة.

## منشوراته
من أوائل منشورات توري في أميريكان  جورنال أوف ساينس هي عن علم المعادن. باشر في عام 1820 في فحص النباتات التي جُمعت حول منابع المسيسيبي من قبل ديفد بي. دوغلاس. وفي نفس السنة، استلم المجموعات التي جمعها إيدوين جيمس حين كان في البعثة التي أُرسلت إلى جبال الروكي بقيادة الرائد ستيفن أتش. لونغ. كان تقريره أول بحث من نوعه في الولايات المتحدة يُنَسق عن النظام الطبيعي. كان قد خطط لنشر كتاب الحياة النباتية لشمال ووسط الولايات المتحدة، أو الترتيب النظامي والوصف لجميع النباتات المكتشفة حتى الآن في الولايات المتحدة في شمال فرجينيا، وبدأ في عام 1824 بنشر على أجزاء، ولكن سرعان ما أُجِّل بسبب التبني العام للنظام الطبيعي لأنطوان لوران دو جوسيو بدل كارولوس لينيوس. وعُين عالم نبات في منظمة المسح الجيولوجي لنيويورك عام 1836، وطُلب منه الكتابة عن الحياة النباتية للولاية. تألف تقريره من مجلَّدين بصفحات ربعية، ونُشر عام 1843، وكان الأشمل لأي ولاية في الولايات المتحدة لوقت طويل. بدأ عام 1838 بكتاب الحياة النباتية لأمريكا الشمالية مع آسا غراي، والذي نُشر في أعداد بشكل غير منتظم حتى عام 1843، عندما أكملوا النجمية، ولكن المواد الجديدة التي تخص النباتات تراكمت بمعدل سريع جعلهم يقررون أن من الأفضل إيقاف الكتاب.
نشر توري تقاريره بعد ذلك عن النباتات التي جُمعت من قبل جون سي. فريمونت في البعثة لجبال الروكي (1845)، والنباتات التي جُمعت من قبل الرائد ويليام إتش. إيموري في استطلاعه من فورت ليفينورث، كينساس، إلى سان دييغو، كاليفورنيا (1848)، والعينات التي احتفظ بها النقيب هاورد ستاتسبوري من بعثته إلى البحيرة المالحة الكبرى في ولاية يوتا (1852)، والنباتات المجموعة من قبل جون سي. فريمونت في كاليفورنيا (1853)، والتي جلبها النقيب راندولف بي. مارسي من النهر الأحمر في لويزيانا (1854)، ونباتات النقيب لورينزو سيتجريفز من بعثته إلى أنهار زوني وكولورادو (1854)، وكذلك مذكرات عن علم النبات من بعثات متنوعة لغرض تحديد المسار الأكثر عملية لسكة حديد المحيط الهادئ (1855-1860). 
تكلم عن كتاب الحياة النباتية من مسح الحدود المكسيكية (1859)، التابعة لبعثة نهر كولورادو بقيادة الملازم جوزيف سي. إيفز (1861)، والمجموعات النباتية لبعثة استكشاف الويلكس بالاشتراك مع آسا غراي. كانت الأخيرة معه في وقت وفاته، وتأجل نشرها بسبب الحرب الأهلية.
قائمة مراجعه واسعة، وتشمل على مساهمات عن مواضيع نباتية لدوريات علمية ومعاملات المجتمعات التي كان عضوًا فيها.

أنواع النباتات التي سماها توري

## روابط خارجية
- جون توري على موقع الموسوعة البريطانية (الإنجليزية)
- جون توري على موقع إن إن دي بي (الإنجليزية)